# Que (China)
Que (chinesisch 闕 / 阙, Pinyin què) sind in der Architektur des alten China an beiden Seiten eines Palasttores bzw. einer herrschaftlichen Residenz befindliche, symmetrisch angeordnete Wachtürme oder steinerne Schmuckpfeiler in Form von Wachtürmen. Sie standen auch vor den Toren großer buddhistischer und daoistischer Klöster, auch vor einigen Grabanlagen. Que wird als Fachbegriff meist nicht übersetzt. Im Englischen wird der Fachbegriff oft mit Watchtower oder einfach Tower wiedergegeben.
Viele Han-zeitliche Que-Schmuckpfeiler sind in der Provinz Sichuan erhalten, die meisten davon stehen heute allein. Que in Form von begehbaren Vor- oder Wachtürmen befinden sich zum Beispiel vor dem „Mittagstor“ (Wumen 午門) der Verbotenen Stadt.

## Übersicht
Die folgende Liste Han-zeitlicher Que erhebt keinen Anspruch auf Vollständigkeit. Es werden angegeben: die zusätzlich mit Pinyin-Schreibung versehenen chinesischen Namen, Übersetzung (dt. Name), Dynastie usw. Mit Sternchen (*) versehene Bauwerke stehen auf der Liste der Denkmäler der Volksrepublik China.
| PY/chin. (Provinz)                      | dt. Name                                                                                            | Zeit                  | Ort                        | * | Links (englisch, u. a.)     | Bild |
| Wushi ci que 武氏祠阙                   | Que der Grabanlage der Familie Wu (s. Steinschnitzereien in den Gräbern der Familie Wu in Jiaxiang) | Östliche Han-Dynastie | Jiaxiang, Provinz Shandong | * |                             |      |
| Dingfang Que - Wuming Que 丁房阙—无铭阙 | Dingfang Que und Wuming Que                                                                         | Han-Dynastie          | Zhong, Chongqing           | * | Wuming Que and Dingfang Que |      |
| Qu xian Han que 渠县汉阙                | Han-zeitliche Que im Kreis Qu, Provinz Sichuan                                                      | Han-Dynastie          | Kreis Qu, Provinz Sichuan  | * |                             |      |
| Feng Huan que 冯焕阙                    | Feng-Huan-Que                                                                                       | Östliche Han-Dynastie |                            | * |                             |      |
| Shen fujun que 沈府君阙                 | Präfekt-Shen-Que                                                                                    | Östliche Han-Dynastie |                            | * |                             |      |
| Taishi Que 太室阙                       | Taishi-Que                                                                                          | Östliche Han-Dynastie | Dengfeng, Provinz Henan    | * |                             |      |
| Shaoshi Que 少室阙                      | Shaoshi-Que                                                                                         | Östliche Han-Dynastie | Dengfeng, Provinz Henan    | * |                             |      |
| Qimu que 启母阙                         | Qimu-Que                                                                                            | Östliche Han-Dynastie | Dengfeng, Provinz Henan    | * |                             |      |
| Pingyang fujun que 平阳府君阙           | Que der Präfektur Pingyang                                                                          | Östliche Han-Dynastie | Mianyang, Provinz Sichuan  | * |                             |      |
| Gao Yi mu que ji shike 高颐墓阙及石刻   | Que und Steinschnitzereien der Grabanlage des Gao Yi                                                | Östliche Han-Dynastie | Ya’an, Sichuan             | * |                             |      |
| Fan Min que ji shike 樊敏阙及石刻       | Fan Min-Que und Steintafel                                                                          | Östliche Han-Dynastie | Kreis Lushan, Sichuan      | * |                             |      |
| Yanggong que 杨公阙                     | Yanggong-Que                                                                                        | Östliche Han-Dynastie | Kreis Jiajiang, Sichuan    | * |                             |      |
| Li Ye que 李业阙                        | Li Ye-Que                                                                                           |                       | Kreis Zitong, Sichuan      | * |                             |      |
| Wang Zhizi Que 王稚子阙                 | Wang-Zhizi-Que                                                                                      | Östliche Han-Dynastie | Xindu, Chengdu, Sichuan    |   |                             |      |